# Aldous Huxley
Pour les articles homonymes, voir Huxley.
Aldous Huxley, né le 26 juillet 1894 à Godalming (Royaume-Uni) et mort le 22 novembre 1963 à Los Angeles (États-Unis), est un écrivain, romancier et philosophe britannique, membre de la famille Huxley. Il est diplômé du Balliol College de l'université d'Oxford avec une mention très bien en littérature anglaise.
Auteur de près de cinquante ouvrages, il est surtout connu pour ses romans, dont Le Meilleur des mondes, roman d’anticipation dystopique, pour des ouvrages non romanesques, comme Les Portes de la perception, qui retrace les expériences vécues lors de la prise de drogue psychédélique, et pour un large éventail d'essais. Au début de sa carrière, Huxley a dirigé le magazine Oxford Poetry et publié des nouvelles et des poésies.
Au milieu de sa carrière et plus tard, il a publié des récits de voyage et des scénarios cinématographiques. Il a passé la dernière partie de sa vie aux États-Unis, vivant à Los Angeles de 1937 jusqu'à sa mort. En 1962, un an avant sa mort, il est élu Compagnon de littérature par la Royal Society of Literature.
Huxley était humaniste, pacifiste et satiriste. Il s'est également intéressé à des sujets spirituels tels que la parapsychologie et le mysticisme philosophique, en particulier l'universalisme. Vers la fin de sa vie, Huxley fut largement reconnu comme l'un des intellectuels prééminents de son temps. Il a été nommé sept fois pour le prix Nobel de littérature,,,.

## Biographie

### Jeunesse

#### Famille
Aldous Huxley naît le 26 juillet 1894 à Godalming, dans le Surrey (Royaume-Uni), fils de l'écrivain Leonard Huxley et de sa première épouse, Julia Huxley. Son grand-père, Thomas Henry Huxley, est un des plus importants naturalistes du XIXe siècle, surnommé le « Bouledogue de Darwin ». Son frère Julian Huxley est un biologiste connu pour ses théories sur l'évolution. La famille de sa mère, quant à elle, est plutôt littéraire.
Huxley est un enfant fragile, mais fin d'esprit et doué intellectuellement. Son père, en plus d'être écrivain, exerce le métier d'herboriste, et Aldous commence à s'instruire dans le laboratoire botanique de son père, avant d'entrer à l'école Hillside, dont sa mère fut directrice jusqu'à ce qu'elle tombe gravement malade. À l'âge de neuf ans, il entre dans un internat.
Sa mère, Julia, meurt en 1908, alors qu'Aldous n'a que quatorze ans. Le même mois, sa sœur Roberta trouve la mort dans un accident dont les circonstances n'ont pas été relatées. Trois ans plus tard, Aldous contracte une maladie (keratitis punctata) qui endommage gravement sa vision pour deux ou trois ans. Son grand frère Trev se suicide en 1914.

#### Études
Quasiment aveugle, Aldous est déclaré inapte au service lors de la Première Guerre mondiale. Une fois rétabli, ne pouvant plus devenir médecin, il étudie la littérature anglaise au Balliol College d'Oxford.
Alors qu'il poursuit son éducation au Balliol College, Huxley n'est plus entretenu financièrement par son père et doit gagner sa vie. Il donne des cours de français à Eton College, où étudient Eric Blair (plus tard connu sous le nom célèbre de George Orwell,) et Steven Runciman. C'est un professeur incompétent, incapable de discipline, mais il impressionne par son langage. Pendant une courte période en 1918, il est employé à l'intendance du ministère de l'Air, mais ne désire pas faire carrière dans l'administration (ni dans les affaires). Son besoin d'argent le conduit à mettre en application ses talents littéraires.

#### Écrivain
Il termine son premier roman (non publié) à l'âge de dix-sept ans et se tourne vers l'écriture à l'âge de vingt ans. Il publie alors des poèmes. Journaliste, critique musical et critique d'art, il voyage et fréquente l'intelligentsia européenne de l'époque. Musicien, ami du compositeur russe Igor Stravinsky, il rencontre aussi les surréalistes à Paris. Il écrit de nombreux essais littéraires sur ces thèmes. Profondément préoccupé par les bouleversements que connaît la civilisation occidentale, il écrit pendant les années 1930 de grands romans, sur les graves menaces que fait peser le mariage du pouvoir, du progrès technique et des dérives de la psychologie telles le béhaviorisme (Le Meilleur des mondes), contre la guerre et le nationalisme (La Paix des profondeurs). Adepte, comme de nombreux intellectuels et artistes anglo-saxons, de la technique mise au point par Frederick Matthias Alexander, il fait apparaître celui-ci dans La Paix des profondeurs.

### Entre-deux-guerres

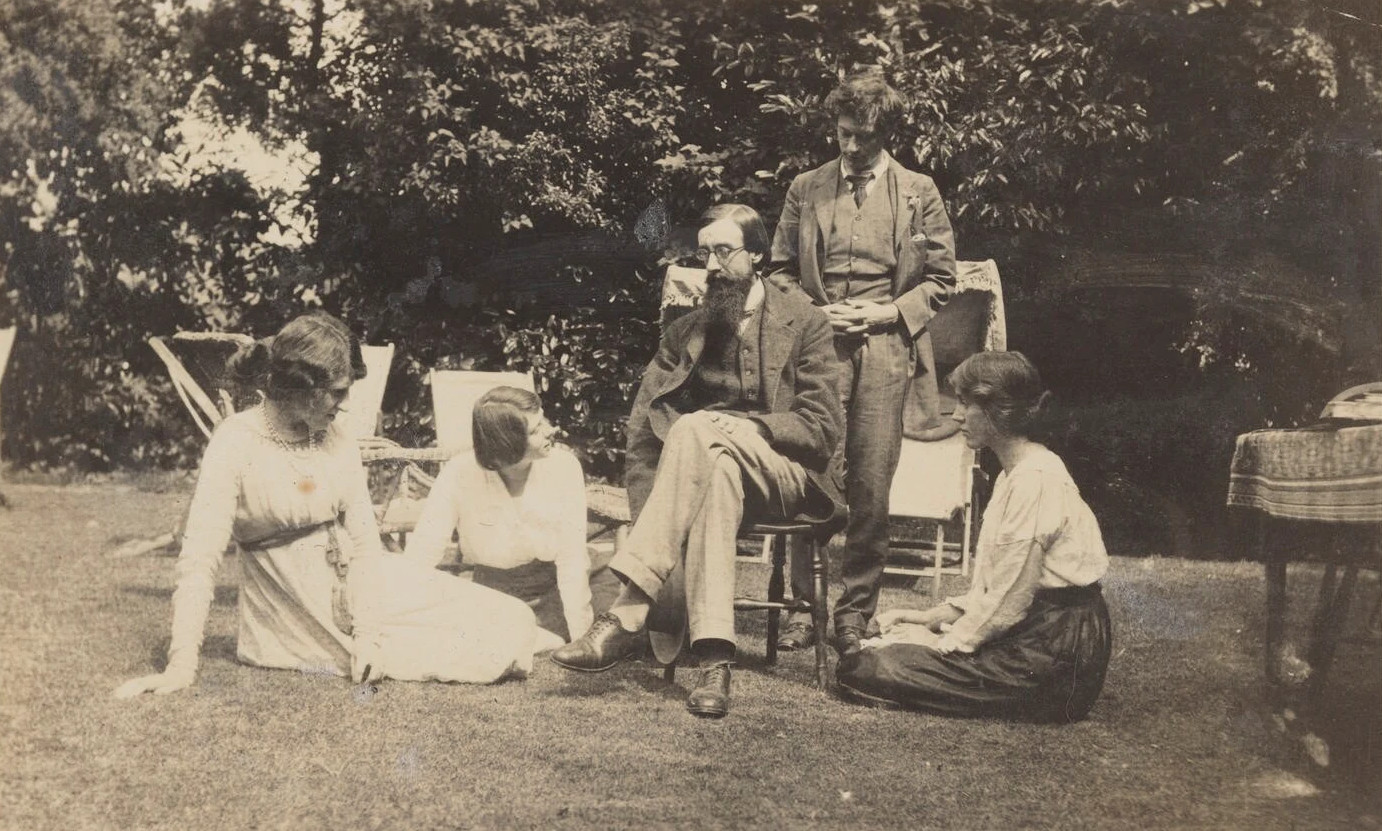
Quelques membres du Bloomsbury Group ; de gauche à droite : Lady Ottoline Morrell, Maria Nys, Lytton Strachey, Duncan Grant et Vanessa Bell.

Déjà reconnu comme satiriste et chroniqueur pendant la Première Guerre mondiale, Huxley passe la majeure partie de son temps à Garsington Manor, propriété de Lady Ottoline Morrell où se réunissent les membres du groupe de Bloomsbury tels que Bertrand Russell ou Alfred North Whitehead. Dans Jaune de Crome (1921), il caricature la manière de vivre à Garsington. En 1919, il y fait la connaissance de Maria Nys, une réfugiée belge. Cette même année, John Middleton Murry, le second mari de la romancière Katherine Mansfield et proche ami de D. H. Lawrence, lui propose de rejoindre l'équipe rédactionnelle du magazine Athenaeum : Huxley accepte immédiatement cette offre et épouse Maria Nys à Bellem, le 10 juillet 1919. Ils ont ensemble un enfant, Matthew, qui deviendra épidémiologiste. Au début des années 1920, le couple part vivre avec leur jeune fils en Italie où Huxley rend de fréquentes visites à son ami D. H. Lawrence. Après la mort de ce dernier, survenue en 1930, Huxley publie sa correspondance (1932).
En 1926, il écrit un roman à succès Contrepoint (publié en 1928), où il donne une vision ironique de la society. Certains de ses personnages se rapprochent des mondains de Balzac ou d'André Gide. Selon André Billy, « dans son roman Contrepoint Aldous Huxley nous a présenté une jeune lady qui n'est pas très différente de la lady Dudley de Balzac dans Le Lys dans la vallée, ni de la lady Griffith de Gide ».
En 1936, il parraine avec Alexis Carrel, le Centre d'étude des problèmes humains fondé par Jean Coutrot, qui deviendra en 1941 sous le régime de Vichy la fondation française pour l'étude des problèmes humains.
En 1937, Huxley s'installe à Hollywood en Californie avec sa femme et son ami Gerald Heard. Heard initie Huxley à la philosophie védanta et à la méditation. Il devient alors végétarien et commence à pratiquer le yoga. Dans son livre La Fin et les Moyens (1937), Huxley affirme que dans les civilisations modernes la plupart des individus s'accordent dans le même désir d'un monde de liberté, de paix et de justice, d'amour fraternel, mais ne sont pas capables de s'accorder sur la manière d’y parvenir. Ce livre enquête ensuite sur les raisons de la confusion et du désaccord, et sur les moyens d'y remédier.
Pendant la plus grande partie de sa vie, sa vue reste très basse (malgré la guérison partielle qui lui avait permis d’étudier à Oxford). Vers 1939, il entend parler de la méthode Bates pour l’amélioration de la vision naturelle, et d’un professeur, Margaret Corbett, qui peut lui apprendre cette méthode. Il révèle que sa vue s’est radicalement rétablie grâce à cette méthode dans L'Art de voir, publié en 1942 aux États-Unis (1943 au Royaume-Uni). Il y déclare que pour la première fois depuis 25 ans, il a pu lire sans lunettes et sans effort.
À cette période, il gagne sa vie en écrivant des scénarios pour Hollywood. Cet argent lui permet d'aider des Juifs, des écrivains et des artistes fuyant l'Allemagne nazie. Il écrit, notamment, l’adaptation à l’écran d'Orgueil et préjugés (1940) et de Jane Eyre (1944).

### De 1945 à la fin de sa vie

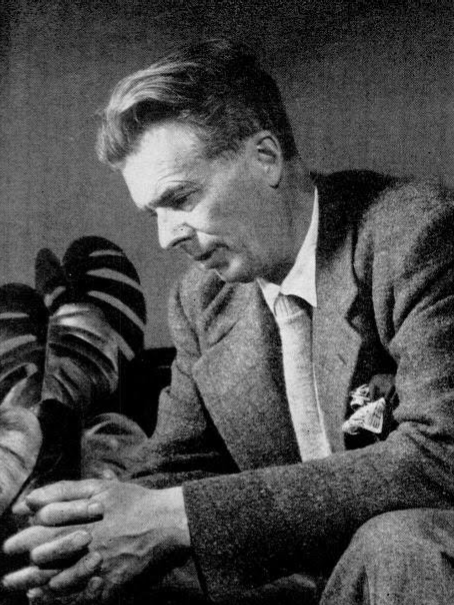
Aldous Huxley en 1954.

Après la Seconde Guerre mondiale, Huxley demande la citoyenneté américaine, qui lui est refusée parce qu’il refuse d’envisager de prendre les armes pour défendre les États-Unis.
Par la suite, ses écrits sont influencés par le mysticisme et par ses expériences hallucinatoires avec la mescaline, que lui fait connaître le psychiatre Humphry Osmond en 1953. Les expériences psychédéliques de Huxley sont racontées dans les essais : Les Portes de la perception et Le Ciel et l'Enfer, dont les titres s'inspirent directement de l’œuvre du poète visionnaire William Blake, Le Mariage du Ciel et de l'Enfer.
Selon Dick Huemer, Huxley a participé au début des années 1940 à la première des cinq réunions préliminaires à l'élaboration du scénario d'Alice au pays des merveilles (1951) et n'est jamais revenu. Pour John Grant, malgré le personnage la Chenille (qui peut rappeler les expériences d'Huxley en matière d'hallucinogènes), sa participation au film est inexistante.
L’épouse d'Aldous Huxley, Maria, meurt d’un cancer du sein en 1955 ; en 1956 il se remarie avec Laura Archera, elle-même auteur, et qui écrit une biographie de son mari. En 1960, on diagnostique chez lui un cancer de la gorge. Durant les années suivantes, sa santé se détériore. Trente ans après sa contre-utopie Le Meilleur des mondes il écrit le roman utopique Île, et donne des cours sur les « potentialités de l’être humain » à l’Institut Esalen. En 1959, Huxley, qui était resté citoyen britannique, refuse le titre de Knight Bachelor que lui offre le gouvernement Macmillan.
Huxley, régulièrement invité à s’exprimer dans des universités américaines, développe des idées similaires à celles que J. B. Priestley, un écrivain qui lui est contemporain, expose dans son livre Les Magiciens :

« Il y aura dès la prochaine génération une méthode pharmaceutique pour faire aimer aux gens leur propre servitude, et créer une dictature sans larmes, pour ainsi dire, en réalisant des camps de concentration sans douleur pour des sociétés entières, de sorte que les gens se verront privés de leurs libertés, mais en ressentiront plutôt du plaisir. »

— Aldous Huxley, discours prononcé en 1961 à la California Medical School de San Francisco.
Dans un autre de ses discours, prononcé à l'université de Californie à Los Angeles le 20 mars 1962, Huxley expose en détail sa vision d'une société totalitaire et en profite pour comparer la vision de George Orwell dans 1984 avec la sienne, qu'il juge bien plus efficace et durable. Il note également que certaines des techniques de contrôle des populations imaginées trente ans plus tôt étaient dorénavant disponibles ou sur le point de le devenir.

### Mort et postérité
Sur son lit de mort, incapable de parler à cause d'un cancer de la gorge avancé, Huxley demande par écrit à son épouse : « LSD, 100 µg, i.m. ». Il n'avait pas pris de psychoactif depuis près de deux ans et il faut savoir que le LSD est le plus proche équivalent existant du remède-moksha (psychédélique utilisé par les protagonistes de son roman Île). Elle lui fait une première injection de 100 µg puis il entre dans un état de méditation et de béatitude extatique que sa femme identifie comme un état de complet amour. Après une deuxième injection, accompagné par sa femme et ses mots d'amour, il meurt paisiblement, le 22 novembre 1963. Il est inhumé au Compton Village Cemetery, au Royaume-Uni.
L'annonce de sa mort par les médias est éclipsée par celle de John F. Kennedy, survenue le même jour, tout comme celle de l'écrivain irlandais C. S. Lewis.

## Spiritualité et engagements

### Pacifisme

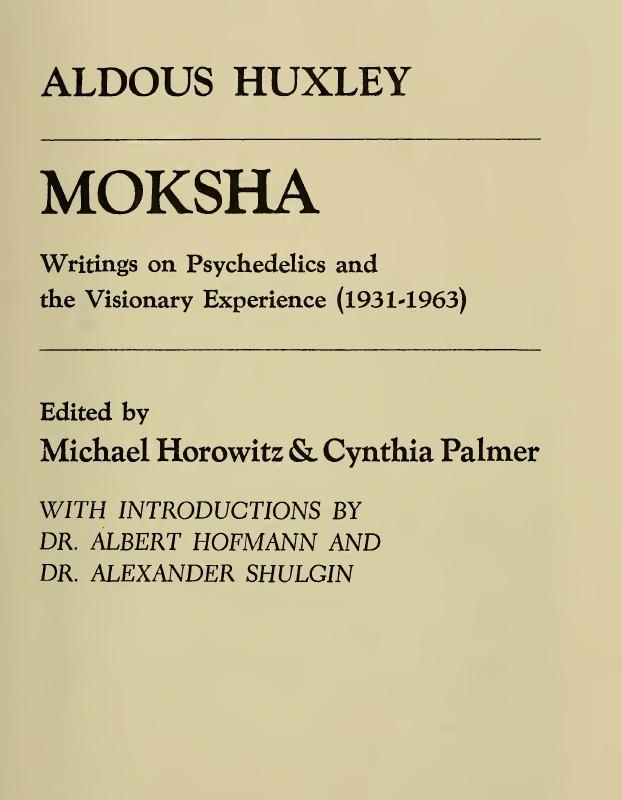
Moksha: Writings on Psychedelics and the Visionary Experience (1931-1963), 1977

Militant pacifiste dans l'entre-deux guerres, il est membre de la Peace Pledge Union (en). Il publie Pacifism and philosophy (1935), Encyclopædia of pacifism (1937) et la préface de l'édition anglaise de Le pouvoir de la non-violence (The Power of non-violence) de Barthélemy de Ligt.
Il est auteur de The Politics of Ecology: The Question of Survival (1963).

### Méditation
À la fin des années 1930, Gerald Heard initie Huxley à la philosophie védanta et à la méditation. Il devient alors végétarien et commence à pratiquer le yoga. En 1938, Huxley se lie d'amitié avec Jiddu Krishnamurti, dont il admirait les enseignements. Il devient en même temps un « védantiste » dans le cercle de Swami Prabhavananda (en), et il introduit Christopher Isherwood dans ce même cercle. Huxley publie, en 1948, une anthologie des valeurs communes à certaines religions La Philosophie éternelle, dans laquelle il discute des doctrines des grands courants mystiques.

### Psychotropes
Les écrits d'Huxley à partir de 1945 sont fortement influencés par le mysticisme et par ses expériences hallucinatoires avec la mescaline, que lui fait connaître le psychiatre Humphry Osmond en 1953. Il a décrit ces années où il s'est soumis aux psychotropes comme un paradis habituellement arrosé de bourbon. Il a été un des premiers à faire l'expérience des drogues psychédéliques sur lui-même, dans une quête d’illumination, et il est connu pour avoir pris 100 microgrammes de LSD sur son lit de mort. Les expériences psychédéliques de Huxley sont racontées dans les essais : Les Portes de la perception et Le Ciel et l'Enfer, dont les titres s'inspirent directement de l’œuvre du poète visionnaire William Blake, Le Mariage du Ciel et de l'Enfer. Le titre du premier essai inspire plus tard à Jim Morrison et à son groupe le nom de The Doors,. Les écrits de Huxley sur les expériences psychédéliques seront des classiques pour les premiers hippies. À partir de cette époque, il fréquente beaucoup la région de Big Sur avec d'autres écrivains progressistes.
Grâce à Gerald Heard, Huxley rencontre Huston Smith, qui devient plus tard un spécialiste reconnu et prolifique des religions. Les deux amis initient Smith au Védanta et à la pratique de la méditation. Plus tard, alors que Huxley est professeur invité au Massachusetts Institute of Technology, il présente Smith à Timothy Leary, ce qui amena des épiphanies que Smith présenta dans son dernier livre, Purification des Portes de la Perception.
Par ses expériences avec les drogues, Huxley ne cherchait pas seulement une exaltation indéterminée, vague, mystérieuse et individuelle, mais cherchait plutôt à atteindre ce qu'on appelle parfois le « haut mysticisme » ; il préférait le terme de philosophie éternelle, qu'il donna à l’un de ses livres sur ce sujet.
Pendant les années cinquante, l’intérêt de Huxley pour le domaine de la recherche psychologique ne cesse de croître. Pendant presque un an, au début des années cinquante, Huxley et le psychiatre Milton Erickson consacrent beaucoup de temps à préparer une étude commune sur les différents états de conscience. Leur projet prend fin lorsqu'un incendie de broussailles détruit la maison de Huxley à Los Angeles et leurs carnets respectifs pour cette étude.
Ses idées seront à la base du Mouvement du potentiel humain.

### Science et conscience
Les idées de Huxley sur les rôles spécifiques de la science et de la technologie dans la société (tels qu'il les a décrits dans Île) sont parentes de celles de penseurs britanniques et américains du XXe siècle, tels que Lewis Mumford, Gerald Heard (et, sous certains aspects, Buckminster Fuller et E. F. Schumacher). En France, son roman Brave New World, traduit en 1932, a fortement influencé les « personnalistes gascons » Bernard Charbonneau et Jacques Ellul dans leur analyse du phénomène technique et du conformisme social (pour Charbonneau, il est un « romancier complet qui saisit l'individu dans la réalité de son environnement social »). C'est aussi par l'entremise d'Huxley que Jacques Ellul a pu faire paraître son ouvrage La technique ou l'enjeu du siècle en 1954 aux États-Unis.
Ces idées trouveront un écho dans les générations suivantes chez des personnes comme Stewart Brand.

## Style et thèmes d'écriture
Parmi les penseurs humanistes, Huxley fut considéré comme un intellectuel pour les intellectuels. Bien que les contraintes financières l’aient souvent amené à produire des articles et des livres en abondance, sa pensée et ses meilleurs écrits lui valent une haute estime. Ses œuvres ont été régulièrement inscrites dans la liste d’étude des cours de philosophie britannique moderne dans les lycées et universités d’Amérique. Il fut l’un des penseurs du XXe siècle honorés dans Leaders of Modern Thought (« Les Grands Penseurs modernes ») des éditions Scribner (un volume de biographie et de critique littéraire par P. Thody, Aldous Huxley).

## Récompenses
- 1939 : Prix James Tait Black pour Jouvence
- 1959 : Médaille du mérite de l'Académie américaine des arts et des lettres pour Le Meilleur des mondes
- 1962 : « Companion of Literature » à la Royal Society of Literature[26]

## Œuvres

### Romans
Les dates correspondent à la première publication en langue originale.
- 1921 : Jaune de Crome (Crome Yellow)
- 1923 : Cercle vicieux (Antic Hay)
- 1925 : Marina di Vezza (Those barren leaves)
- 1928 : Contrepoint (Point Counter Point)
- 1932 : Le Meilleur des mondes (Brave New World)
- 1936 : La Paix des profondeurs (Eyeless in Gaza)
- 1939 : Jouvence (After Many a Summer)
- 1944 : L'Éternité retrouvée (Time must have a stop)
- 1948 : Temps futurs (Ape and Essence)
- 1955 : Le Génie et la Déesse (The Genius and the Goddess)
- 1962 : Île (Island)
- 1967 : Les Corbeaux de Pearblossom (The Crows of Pearblossom)

### Essais
- 1923 : En Marge (On the Margin) trad. fr. Jules Castier, Les Éditions Universelles, 297 p., 1945.
- 1926 : Essays New and Old
- 1927 : Le plus sot animal… (Proper Studies) trad. fr. La Jeune Parque, 1945
- 1929 : L'ange et la bête (Do What You Will) trad. fr. La Jeune Parque, 1951
- 1930 : Vulgarity in Literature
- 1931 : Musique Nocturne : essais (Music at Night) trad. fr. La Nouvelle Édition, coll. Bibliothèque Britannique, 1945 ; rééd. Plon, trad. fr. Jules Castier, 1948
- 1932 : Texts and Pretexts
- 1936 : L'Olivier et autres essais (The Olive Tree and other essays) trad. fr. Jules Castier, Desclée de Brouwer, 295 p., 1946
- 1937 : An encyclopaedia of pacifism Une Encyclopédie du pacifisme, trad. fr. Xavier Löwenthal, co-édition La Cinquième Couche/Hélice Hélas, en partenariat avec Migrative Art et Laboratory for Radical Peace, 132 p., 2025  (ISBN 978-2390081180)
- 1937 : La Fin et les Moyens : Enquête sur la nature des idéaux et sur les méthodes employées pour leur réalisation (Ends and Means) trad. fr. Jules Castier, Paris, Plon, coll. Présences, 1939 ; rééd. Les Belles Lettres, préface Daniel-Rops, 360 p., 2022  (ISBN 978-2251452838)
- 1940 : Words and their Meanings
- 1942 : L'Art de voir (The Art of Seeing) Payot, 178 p., 1950 ; rééd. Payot, coll. Petite bibliothèque, préf. Georges Neveux, 1970 ; rééd. Payot, 240 p., 2004
- 1945 : La Philosophie éternelle (The Perennial Philosophy) trad. fr. Jules Castier, Plon, 382 p., 1949 ; rééd. Points, coll. Sagesses, 1977 ; rééd. Les Belles Lettres, coll. "Le goûts des idées", 448 p., 2023  (ISBN 978-2251454498)
- 1946 : La Science, la Liberté, la Paix (Science, Liberty and Peace) trad. fr. Jules Castier, Paris-Monaco, Éditions du Rocher, 104 p., 1999  (ISBN 978-2268032078)
- 1950 : Themes and Variations
- 1954 : Les Portes de la perception ("The Doors of Perception") sur les drogues psychédéliques
- 1956 : Le Ciel et l'Enfer (Heaven and Hell) trad. fr. Jules Castier, Paris-Monaco, Éditions du Rocher, 1956 ; rééd. 1999, 120 p.  (ISBN 978-2268032085)
- 1956 : Adonis and the Alphabet (Tomorrow and Tomorrow and Tomorrow) trad. fr. Jules Castier, Paris, Plon, coll. Présences, 1957
- 1958 : Collected Essays
- 1958 : Retour au meilleur des mondes (Brave New World Revisited)
- 1963 : Littérature et Science trad. fr. Jacques Hess, Paris, Plon, 1966
- 1977 : Moksha : Expériences visionnaires et psychédéliques (Moksha: Writings on Psychedelics and the Visionary Experience, édition posthume) anthologie des écrits d'Aldous Huxley concernant les drogues hallucinogènes, en particulier la mescaline et le LSD, Éditions du Lézard, 394 p., 1998
- 1977 : The Human Situation: Lectures at Santa Barbara, 1959.

### Recueil de nouvelles
- 1920 : Limbo (en)
- 1922 : Dépouilles mortelles (Mortal Coils)
- 1924 : Le Petit Mexicain (en) Stock, pour la traduction française, 1933
- 1926 : Deux ou trois grâces[27] (Two or Three Graces (en))
- 1930 : Après le feu d'artifice (After the fireworks)
- 1944 : Collected Short Stories (en)
- Jacob's Hands: A Fable (en) coécrit avec Christopher Isherwood ; découvert en 1997
- 1978 : Le Sourire de la Joconde et autres nouvelles, trad. fr & préf. Brigitte Veraldi, Paris, Folio ; réed. 1981.

### Poèmes
- 1916 : The Burning Wheel
- 1917 : Jonas (Jonah)
- 1918 : The Defeat of Youth and Other Poems
- 1920 : Leda
- 1925 : Selected Poems
- 1929 : Arabia Infelix and Other Poems
- 1931 : The Cicadas and Other Poems
- 1971 : Collected Poems

### Récits de voyages
- 1925 : Chemin Faisant (Along the Road) trad. fr. Jules Castier, Paris, Stock, 1945
- 1926 : Tour du monde d'un sceptique (Jesting pilate) trad. fr. Fernande Dauriac, Payot, coll. Petite bibliothèque, 288 p., 2015  (ISBN 978-2228913393)
- 1934 : Croisière d'Hiver en Amérique Centrale (Beyond the Mexique Bay) trad. fr. Jules Castier, Paris, Plon, 316 p., 1935 ; nouvelle trad. fr. Jean Bourdier, Des Caraïbes au Mexique, Paris, La Table Ronde, 256 p., 1992  (ISBN 978-2710305125)

### Théâtre
- 1947 : Le monde de la lumière (The World of Light, 1931) trad. fr. Jules Castier, Paris, La Nouvelle Édition, 323 p., 1947

### Autres
- 1941 : L'Éminence grise (Grey Eminence: a Study in Religion and Politics) trad. fr. Jules Castier, Éditions de la Table ronde, 285 p., 1977 ; rééd. Folio (Gallimard), 1980 ; rééd. La Table Ronde, coll. "La Petite Vermillon", 2001  (ISBN 978-2710324317) ; rééd. Les Belles Lettres, coll. "Le goût de l'Histoire", 360 p., 2022  (ISBN 978-2251453828)
- 1952 : Les Diables de Loudun (The Devils of Loudun) trad. fr. Les Diables de Loudun, étude d'histoire et de psychologie, trad. Jules Castier, Plon, 392 p., 1953 ; rééd. Tallandier, coll. Texto, 416 p., 2021  (ISBN 979-1021050983)

## Adaptations

### Cinéma
- 1948 : Vengeance de femme (A Woman's Vengeance), d'après la nouvelle The Gioconda Smile (1922)
- 1971 : Les Diables, adaptation de la pièce de John Whiting par Ken Russell

### Télévision
- 1968 : Point Counter Point, mini-série britannique de Simon Raven (en)
- 1980 : Brave New World (en) (Le Meilleur des mondes), téléfilm américain de Burt Brinckerhoff
- 1998 : Le Meilleur des mondes, téléfilm de Leslie Libman et Larry Williams

- Une autre adaptation du Meilleur des Mondes, réalisée par Ridley Scott et mettant en vedette Leonardo DiCaprio dans le rôle de Bernard Marx, serait en préparation[28].

### Opéra
- 1969 : Les Diables de Loudun, opéra de Krzysztof Penderecki d'après la pièce de John Whiting

### Théâtre
- 1960 : Les Diables de Loudun, adaptation théâtrale de John Whiting